# Aprilia Mana 850

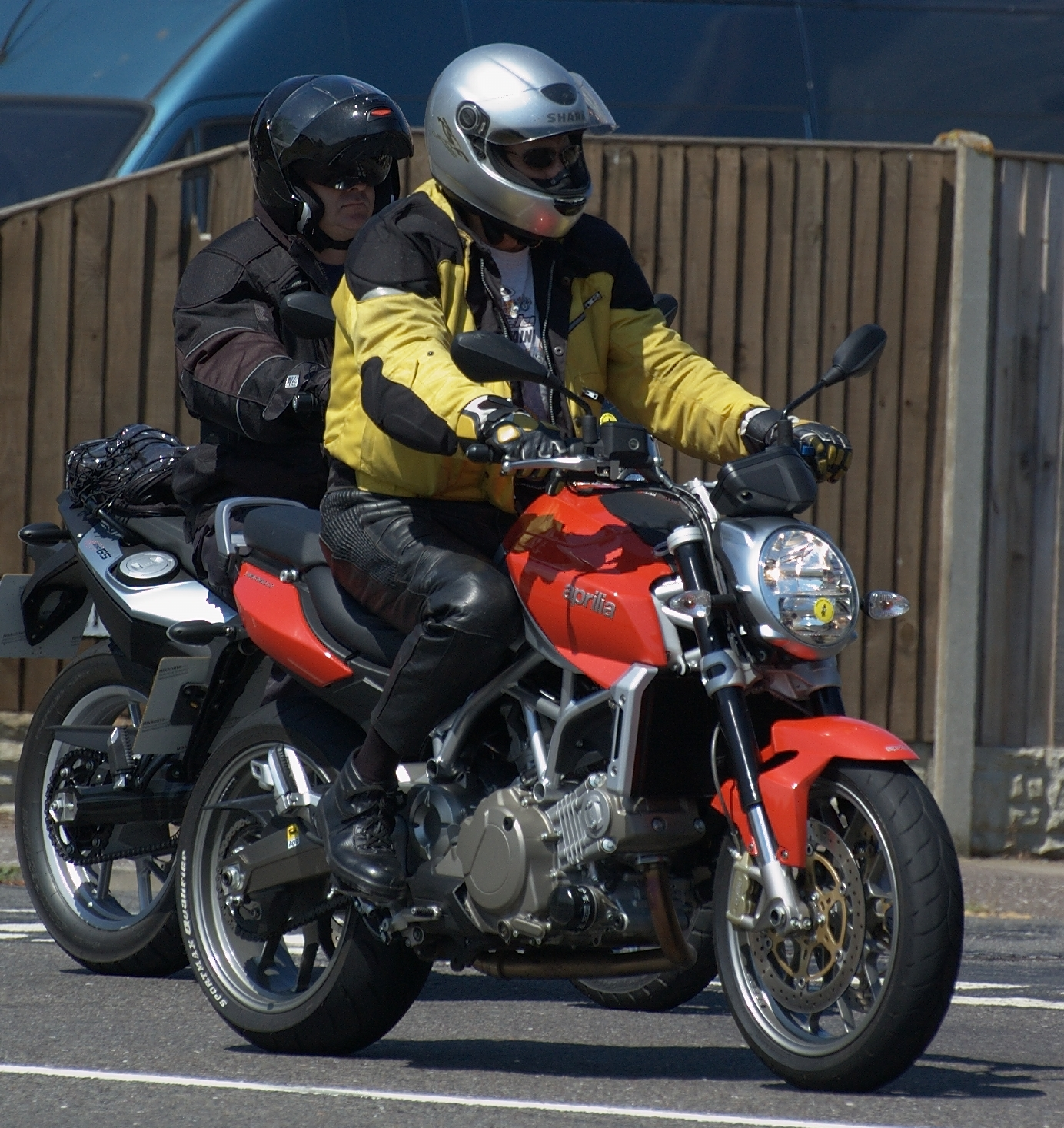
Aprilia Mana 850

La Mana es una motocicleta de Aprilia con motor de 850cc bicilíndrico. Su característica más destacable es su cambio automático que además incorpora unas levas para poder accionar las marchas como un cambio secuencial. El cambio de marchas también se puede realizar desde la palanca de pie convencional. En el modo automático dispone de tres mapas de motor seleccionables, RAIN para condiciones de lluvia o asfalto en mal estado, TOURIST ideal para ciudad o rodar de forma tranquila y por último SPORT, que ofrece la máxima potencia en modo automático. Todo ello sin olvidar que también puedes seleccionar el cambio secuencial, todo ello sólo pulsando un botón en la piña derecha.
Lo primero que llama la atención es la falta de maneta de embrague. El espacio donde normalmente se encuentra ubicado el depósito de gasolina, es en realidad un práctico hueco donde se puede guardar un casco integral que además incorpora luz y un enchufe de carga de 12V. El depósito de gasolina se encuentra ubicado bajo el asiento del pasajero.
La Aprilia Mana se ha fabricado en dos versiones, la normal es una motocicleta sin carenado o naked. La versión GT, equipa un semicarenado. La versión naked actualmente no se fabrica.
La moto usa la misma horquilla que la Aprilia Shiver, invertida de 43mm. En cuanto al equipo de frenos está firmado por Brembo más concretamente la serie oro. Monta latiguillos metálicos de serie.